# Cantley, Norfolk
Cantley är en by i Cantley, Limpenhoe and Southwood, Broadland, Norfolk i England. Byn är belägen 15,5 km 
från Norwich. Orten har 500 invånare (2015). Civil parish hade 406 invånare år 1931. Byn nämndes i Domedagsboken (Domesday Book) år 1086, och kallades då Cantelai.